# آنا لاتسکووا زورا
آنا لاتسکووا زورا (انگلیسی: Anna Lacková-Zora؛ ۷ اوت ۱۸۹۹ – ۸ سپتامبر ۱۹۸۸) نویسنده اهل اسلواکی بود. او کتاب‌هایش را با نام‌های مستعار زورا-لاکوا، عمه زورا، زورا و لاکوا-زورا منتشر می‌کرد. او در موشوفتسی به دنیا آمد. وی ابتدا به عنوان کارمند بانک کار می‌کرد، اما پس از آن کاملاً خود را وقف کار ادبیات کرد که در طول جنگ جهانی اول شروع کرده بود.